# كلوديا ديل
كلوديا ديل (بالإنجليزية: Claudia Dell)‏ هي راقصة وممثلة أمريكية، ولدت في 10 يناير 1910 في سان أنطونيو في الولايات المتحدة، وتوفيت في 5 سبتمبر 1977 في لوس أنجلوس في الولايات المتحدة.

## أعمال

### أفلام
- الجزائر
- كليوباترا

## وصلات خارجية
- كلوديا ديل على موقع IMDb (الإنجليزية)
- كلوديا ديل على موقع أول موفي (الإنجليزية)
- كلوديا ديل على موقع قاعدة بيانات برودواي على الإنترنت (الإنجليزية)
- كلوديا ديل على موقع قاعدة بيانات الفيلم (الإنجليزية)